# Heliconia fragilis
Heliconia fragilis är en enhjärtbladig växtart som beskrevs av Abalo och G.Morales. Heliconia fragilis ingår i släktet Heliconia och familjen Heliconiaceae. Inga underarter finns listade.